# Uurasjärvi
Uurasjärvi eller Uurasselkä är en sjö i Finland. Den ligger i kommunen Virdois i landskapet Birkaland, i den sydvästra delen av landet, 230 km norr om huvudstaden Helsingfors. Uurasjärvi ligger 96,1 meter över havet. Den är 33 meter djup. Arean är 8,51 kvadratkilometer och strandlinjen är 77,64 kilometer lång. Sjön  ingår i Kumo älvs huvudavrinningsområde.   I omgivningarna runt Uurasjärvi växer i huvudsak blandskog.
I övrigt finns följande i Uurasjärvi:
- Pelto-Sorri (en ö)
- Kallio-Sorri (en ö)
- Mökkelisaari (en ö)
- Rapatti (en ö)
- Kirrisaari (en ö)
- Pitkäsaari (en ö)
- Karisaari (en ö)
- Pieska (en ö)
- Huhtisaari (en ö)
- Karjunsaari (en ö)
- Nuottisaari (en ö)
- Pieni Haaposaari (en ö)
- Sossa (en ö)
- Keltasalo (en ö)
- Lammassaari (en ö)
- Raatosaari (en ö)
- Iso Pääskynluoto (en ö)
- Haasiasaari (en ö)
- Kortesaari (en ö)